# Emaia Vittoria
L'Emaia Vittoria è stata una società di tennis tavolo femminile di Vittoria, in provincia di Ragusa.
Sponsorizzata dalla Fiera EMAIA (Esposizione Macchine agricole Agricoltura Industria Artigianato), nel 1990 e nel 1991 ha vinto due campionati italiani, che attualmente sono gli unici due titoli nazionali conquistati da una squadra vittoriese.